# Huta Godang Muda
Huta Godang Muda is een bestuurslaag in het regentschap Mandailing Natal van de provincie Noord-Sumatra, Indonesië. Huta Godang Muda telt 3337 inwoners (volkstelling 2010).